# Čichový nerv

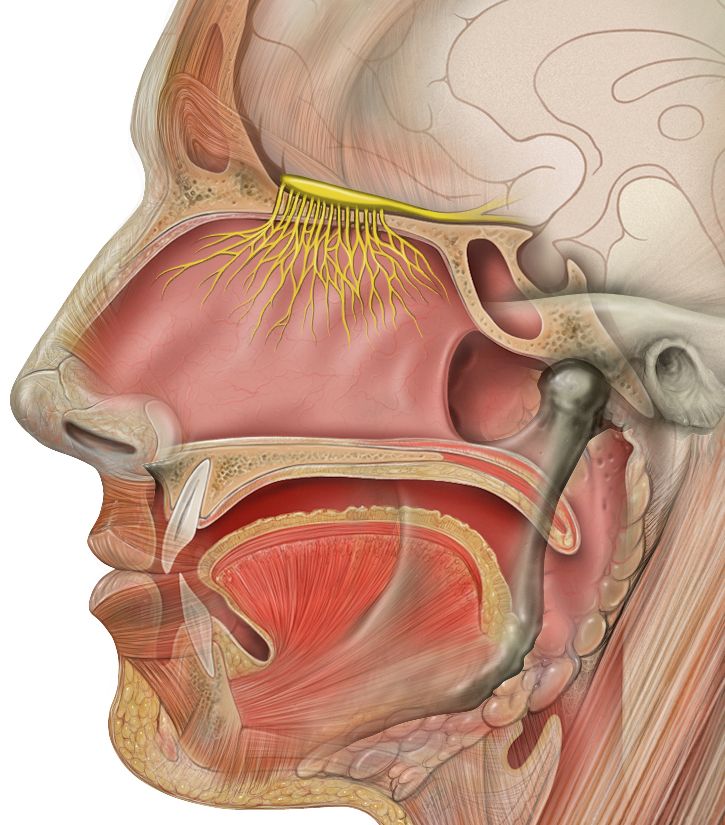
Čichový nerv (na obrázku znázorněn žlutě)

Čichový nerv (latinsky: Nervus olfactorius), jinak též I. hlavový nerv, je první z dvanácti hlavových nervů, někdy označovaný jako nepravý hlavový nerv. Je klíčový k umožnění čichu. Vzniká jako výchlipka koncového mozku, nemá jádra a nevystupuje z oblasti mozkového kmene. Nemá žádné větve. Nerv přechází do čichové kosti. 
Přenáší čichové informace do center v mozku prostřednictvím čichové dráhy.
Je tvořen axony (fila olfactoria) čichových buněk v nosní sliznici v pars olfactoria. Tyto axony dále procházejí skrze lamina cribrosa ossis ethmoidalis do lebky, kde jsou přepojeny na mitrální buňky v čichovém bulbu. Jejich axony dále pokračují jako čichová dráha do mozkových center (především area entorhinalis [area 28]).

## Poruchy čichového nervu
- hyposmie – částečná ztráta čichu
- anosmie – úplná ztráta čichu
- hyperosmie – nadměrná citlivost
- parosmie – kvalitativní porucha[1]